# Esperance Bay
Esperance Bay är en vik i Australien. Den ligger i delstaten Western Australia, omkring 600 kilometer öster om delstatshuvudstaden Perth.
Genomsnittlig årsnederbörd är 649 millimeter. Den regnigaste månaden är juli, med i genomsnitt 85 mm nederbörd, och den torraste är februari, med 14 mm nederbörd.